# Dyanne Thorne
Dyanne Thorne (Greenwich, 14 oktober 1936 - Las Vegas, 28 januari 2020) was een Amerikaans actrice, pin-upmodel en Las Vegas-showgirl. Ze werd vooral bekend door haar rollen als Ilsa in de gelijknamige filmreeks.